# Templo de Octavia
El Templo de Octavia, también conocido como Templo E por los arqueólogos, fue un antiguo templo romano en la ciudad de Corinto, Grecia. Es posible que estuviera dedicado a Octavia la Menor, la hermana del emperador Augusto, pero no se sabe con certeza. Las ruinas del templo se encuentran en el yacimiento arqueológico de la antigua Corinto, en el municipio de Kórinthos.

## Situación y características

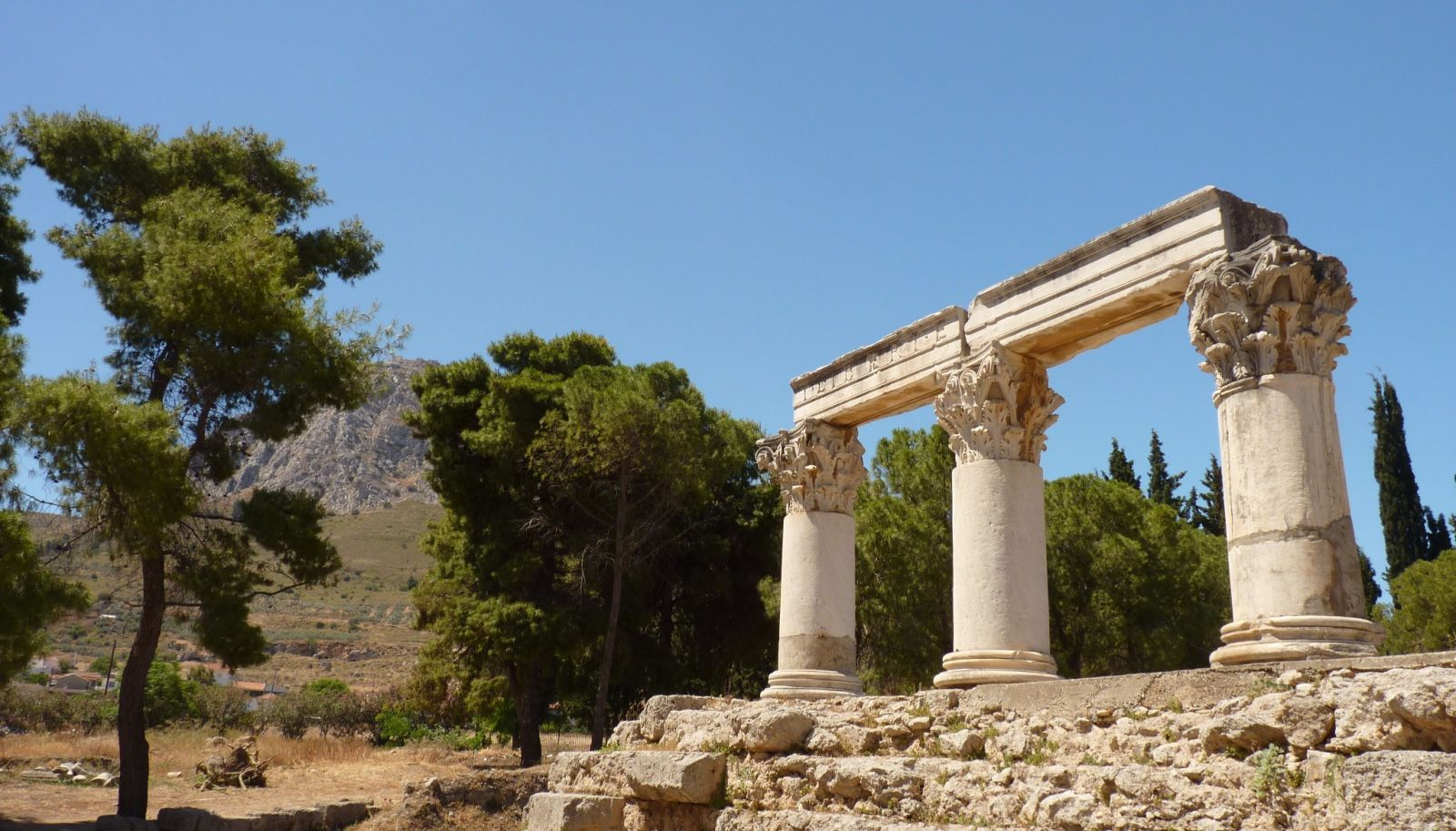
El llamado Templo de Octavia, o Templo E.

El templo estaba situado en el lado oeste del ágora. Originalmente pudo haber existido un templo del arcaico, construido sobre el 500 a. C. Llamado Templo de Octavia, fue construido en la época romana en el siglo I d. C. Tuvo dos fases de construcción. La primera, de estilo dórico, data del reinado de Augusto o Calígula. El basamento medía unos 23,5 × 44 metros y tenía 6 × 11 columnas. El templo estaba rodeado por los lados norte, oeste y sur por estoas. El complejo podría parecerse al Templo de Marte vengador de Roma.
El templo posterior era de estilo corintio. Su naos medía unos 10 × 24,5 m y tenía dos columnas delante de su pronaos. En esta fase, el templo estaba rodeado de estoas por los cuatro lados, y el tamaño total de este santuario era de unos 125 × 80 m. Es posible que el templo se reconstruyera tras el terremoto del año 70 d. C. También es posible que se modificara posteriormente.
La identificación del templo como el templo de Octavia se basa en la descripción de Corinto realizada por Pausanias. Según él, el templo en cuestión contenía una estatua de Octavia sentada en un trono, en la que la hermana del emperador simbolizaba a toda la familia de la dinastía Julio-Claudia como una especie de diosa. El templo se construyó posiblemente después de que Octavia visitara la ciudad. Por otra parte, el templo también ha sido sugerido como el templo de Capitolio, también mencionado por Pausanias, y como el templo de Júpiter debido a su ubicación y tamaño.